# 閻王角龍屬
閻王角龍屬（屬名：Yamaceratops）是種原始的角龍亚目恐龍，生存於白堊紀晚期的蒙古戈壁沙漠。發現化石的地層最初被認為是白堊紀早期的地層，但在2009年重新檢驗出是白堊紀晚期。
模式種是東戈壁閻王角龍（Y. dorngobiensis），是由彼得·馬克維奇（Peter Makovicky）與馬克·諾瑞爾（Mark Norell）在2006年9月所命名。他們認為閻王角龍在新角龍類的種系發生學上，位居遼寧角龍到古角龍的中間位置。研究人員檢驗閻王角龍的頭盾，認為這些頭盾並非作為視覺展示物，這透露出角龍類的頭盾具有更為複雜的演化歷史。
閻王角龍的屬名來自於藏傳佛教中的死神閻羅王；而種名意為戈壁東部。正模標本（編號 IGM 100/1315）只有一個部份顱骨；在2002年與2003年，發現了其他的閻王角龍化石。
閻王角龍的化石發現處，發現一顆鳥臀目的蛋，裡面有顆化石化的胚胎，普遍被認為屬於閻王角龍。

## 外部連結
- Dinosaur Mailing List announcement of the description (contains full abstract of the paper) （页面存档备份，存于）
- Description and Image (in German)